# Arya Stark
Arya Stark (pronuncia /ˈɑːrjɑː ˈstɑː(ɹ)k/) è un personaggio immaginario della saga letteraria di genere fantasy medievale Cronache del ghiaccio e del fuoco, creata dallo scrittore statunitense George R. R. Martin, 
È l'unico personaggio che compare in qualità di narratore in tutti i romanzi finora pubblicati.

## Storia del personaggio
Arya Stark è la terzogenita e seconda figlia di Eddard Stark e Catelyn Tully della Casa Stark.
Arya è una ragazzina audace e molto impulsiva. A differenza delle donne della sua famiglia e delle sue coetanee di nobile stirpe, Arya disprezza il galateo e tutto ciò che in genere concerne l'universo femminile, prediligendo invece le armi e la vita dei cavalieri. Ha un carattere testardo, fiero e combattivo, che la porta a reagire con forza a situazioni che considera ingiuste o minacciose, manifestando la propria ostilità talvolta anche in modo violento. Arya è molto legata alla sua famiglia, ad eccezione di Sansa, con la quale ha un rapporto più freddo, e le due finiscono non di rado con il punzecchiarsi a vicenda, arrivando a litigare pesantemente; ha invece un legame particolarmente forte con il padre, che la comprende e la appoggia, e con il suo fratellastro Jon Snow. Nonostante questo, dopo che le due vengono separate, Arya si ritrova spesso a ripensare a Sansa con nostalgia.
Arya ha nove anni all'inizio della saga ed è descritta come una bambina magra e di bassa statura, ma atletica e agile. Al contrario dei fratelli, i quali hanno ereditato i capelli ramati e gli occhi azzurri della loro madre, Arya possiede i tratti tipici dei membri della casata degli Stark, ossia il viso allungato, la carnagione olivastra, gli occhi grigi e i capelli castani. Per la sua mascolinità viene spesso scambiata per un ragazzino e le amiche di Sansa la deridono chiamandola "Arya Faccia da Cavallo", a causa della sua bravura come amazzone e del suo aspetto. Arya segretamente invidia la bellezza e la femminilità di Sansa, non sentendosi alla sua altezza. Tuttavia, suo padre la paragona spesso a sua sorella  Lyanna, nota per la sua grande bellezza, e nel corso della saga Arya maturerà molto dal punto di vista estetico, attirando le attenzioni degli uomini.

### Passato
Arya Stark nasce a Grande Inverno nel 289º anno dopo la conquista del Continente Occidentale da parte di Aegon Targaryen, ed è la figlia terzogenita di Eddard Stark e Catelyn Tully.
Fin dai primi anni, Arya si dimostra molto indipendente e per nulla intenzionata a seguire l'educazione che spetta alle nobildonne. Attacca spesso briga con gli altri bambini, e viene spesso punita per la sua indisciplina. Verso gli otto anni di età, Arya riceve dal fratello Robb uno dei cuccioli superstiti di meta-lupo che aveva trovato nei boschi, una femmina che lei chiama Nymeria in onore di una leggendaria principessa guerriera dei Rhoynar.

### Il gioco del trono
Quando la famiglia reale giunge presso Grande Inverno, sulle prime Arya si dimostra alquanto indifferente agli ospiti. In seguito, re Robert Baratheon e Ned si accordano per promettere Sansa in sposa a Joffrey, figlio maggiore del re, il lord di Grande Inverno parte per Approdo del Re, dove ricoprirà il ruolo di Primo Cavaliere, portando con sé Sansa e Arya. Poco prima della partenza per Approdo del Re, Arya riceve in dono da Jon una vera spada che insieme chiamano Ago, per le sue piccole dimensioni.
Durante il viaggio che da Grande Inverno porta la carovana reale ad Approdo del Re, Arya fa amicizia con un garzone di nome Mycah e con lui inscena finti duelli, lontani da occhi indiscreti. Durante una passeggiata, il principe Joffrey, accompagnato da Sansa, incontra casualmente Arya e Mycah proprio durante uno dei loro duelli con mazze di legno. Joffrey inizia a stuzzicare e insultare il garzone ed Arya prende le difese dell'amico. Joffrey, che ha una spada vera, minaccia anche Arya, ma finisce per essere ferito da Nymeria corsa in aiuto della propria padrona. La meta-lupa viene perciò condannata a morte, ma Arya la fa scappare nei boschi presso l'Incollatura. Al suo posto a perdere la vita è Lady, la meta-lupa di sua sorella Sansa, mentre Mycah viene fatto assassinare. Da questo momento in poi, Arya sviluppa un odio viscerale nei confronti della regina Cersei Lannister e del principe Joffrey, ritenuti i veri colpevoli dell'assassinio di Mycah e di Lady, nonché per Sandor Clegane, esecutore dell'assassinio di Mycah.
Giunta ad Approdo del Re, diserta il torneo del Primo Cavaliere a cui avrebbe dovuto assistere, in quanto figlia proprio dell'uomo di cui il torneo porta il nome. Arya preferisce alla mondanità, tanto amata dalla sorella Sansa, le sue "lezioni di danza". Suo padre, infatti, ben conoscendo la natura ribelle della figlia, le assegna un maestro di scherma braavosiano, Syrio Forel, essendo certo che il fisico minuto della figlia ben si adatti al tipo di combattimento braavosiano, chiamato per l'appunto danza dell'acqua.
Il maestro braavosiano sottopone Arya a strani tipi di allenamento come ad esempio quello di acchiappare i gatti presenti all'interno delle mura della Fortezza Rossa, camminare per questa con una benda sugli occhi o restare in piedi per ore sulla punta delle dita dei piedi. Durante uno di questi esercizi, scopre un passaggio segreto all'interno del castello: qui sente due uomini, probabilmente Varys e Illyrio Mopatis, parlare di Ned Stark, Cersei, e delle spie di Varys, i cosiddetti ‘'uccellini'’.
Durante la cacciata degli Stark dalla Fortezza Rossa, le guardie reali vanno a prelevare Arya, mentre questa si sta allenando con Syrio. Syrio capisce che gli uomini dei Lannister, che affermano di essere stati mandati da Ned, non dicono la verità, e li trattiene a colpi di spada, così che Arya possa scappare. Arya riesce a scappare dal castello usando il passaggio scoperto in precedenza, ma non può uscire dalla città, perché i cancelli sono sotto stretta sorveglianza. Inizia a vivere tra le strade del Fondo delle Pulci, dove cattura piccioni e ratti da vendere per procurarsi da mangiare, fino al giorno in cui assiste alla condanna pubblica di suo padre. Viene trovata in mezzo alla folla dal Guardiano della notte Yoren, che la riconosce e la costringe a non guardare in direzione di Eddard, mentre questi viene decapitato.

### Lo scontro dei re
Yoren camuffa Arya come un maschio e le promette di riportarla a Grande Inverno. La bambina, che ora si fa chiamare Arry, parte dunque insieme agli altri ragazzi e uomini che Yoren ha raccolto ad Approdo del Re per portarli presso la Barriera e farne confratelli dei Guardiani della notte. Durante il viaggio stringe amicizia con alcuni ragazzi orfani, tra cui Frittella (Hot Pie) e Gendry, quest'ultimo figlio bastardo, a insaputa di tutti, del defunto re Robert Baratheon. Durante il viaggio tra lei e Gendry si instaura una sempre maggiore confidenza, con l'alternarsi di piccoli litigi e momenti scherzosi. Dopo i primi dissapori, Arya inizia a sviluppare un legame pure con Frittella e lo aiuta diverse volte nei momenti di difficoltà.
Nel frattempo la guerra per il potere dilaga al Sud, e la loro carovana viene attaccata da un gruppo di soldati Lannister. Yoren viene ucciso e Arya catturata. Non riconosciuta, viene portata come schiavo ad Harrenhall. Durante il viaggio, Arya stila i Nomi dell'Odio, una lista dove appaiono i nomi di tutti quelli che odia e vuole uccidere. Presso Harrenhall, Arya, ora conosciuta come una sguattera di nome Donnola (Weasel), si mette in contatto con Jaqen H'ghar, un criminale a cui aveva precedentemente salvato la vita e che come lei si trova lì come prigioniero. Egli le promette di pagare il suo debito di vita uccidendo tre persone di sua scelta: Arya gli sussurra all'orecchio i nomi di Chiswyck, Weese (due uomini al soldo dei Lannister) e dello stesso H'ghar. L'uomo accetta in cambio del ritiro dell'ultimo nome di aiutare Arya a far fuggire un gruppo di uomini di suo fratello Robb Stark, tenuti nelle prigioni di Harrenhal. Il piano ha successo e il castello viene conquistato dai fuggitivi, dai quali Arya si fa chiamare Nan. Jaqen H'ghar dice addio ad Arya donandole una moneta di ferro e dicendole che dovrà un giorno darla a un uomo braavosiano pronunciando le parole "Valar Morghulis". Diviene quindi la coppiera di Roose Bolton che, a differenza di tutti gli altri, riconosce subito che Arya è una ragazza e non un ragazzo, ma non riconoscendola però come una Stark. In quella posizione Arya ha a disposizione un gran numero di informazioni utili agli Stark e, acquisitene di cruciali, decide di fuggire alla volta del nord. Arya, infine, scappa dal castello, facendosi aiutare da Gendry e dall'amico Frittella.

### Tempesta di spade
Il trio si mette in viaggio alla volta di Delta delle Acque. In una locanda incontrano un gruppo di soldati straccioni tra i quali Arya riconosce Harwin, figlio del maestro dei cavalli di Grande Inverno, al quale rivela la propria identità. Frittella decide di fermarsi alla locanda, mentre Gendry e Arya continuano il viaggio insieme ad Harwin e ai suoi uomini, che promettono loro di portarli in salvo a Delta delle Acque. La promessa si rivela fasulla: vengono invece presi prigionieri e portati al cospetto di lord Beric Dondarrion, capo della famigerata Fratellanza senza vessilli.
In seguito, Sandor Clegane, il Mastino, viene catturato dalla Fratellanza, ma gli viene offerta la possibilità di guadagnare la libertà tramite un duello. Dondarrion muore nello scontro, ma viene riportato in vita dal prete rosso Thoros di Myr. Ned, lo scudiero di lord Beric, le racconta la voce secondo la quale sua zia Ashara Dayne fu amante di suo padre Eddard. Le rivela inoltre di essere stato fratello di latte di Jon Snow, in quanto entrambi vennero allattati da una balia di nome Wylla. Secondo la versione dello scudiero, Wylla era inoltre la madre di Jon. Arya sfrutta un momento di distrazione e tenta la fuga; poco dopo viene catturata nuovamente, questa volta dal Mastino.
Il Mastino la conduce alle Torri Gemelle, dove suo zio Edmure Tully sta per sposarsi con Roslin Frey, con lo scopo di renderla ai suoi familiari in cambio di denaro. In quel luogo Arya assiste invece all'eccidio che provoca la morte di suo fratello Robb, sua madre Catelyn e degli uomini del Nord, che prenderà il nome di Nozze Rosse.
Arya e il Mastino tentano di raggiungere Nido dell'Aquila, ma il clima è troppo impervio e sono costretti a tornare indietro. Decidono quindi d'incamminarsi verso Delta delle Acque per chiedere il riscatto a ser Brynden Tully, zio della madre di Arya. Lungo la strada si fermano a una locanda, dove incontrano Messer Sottile e Polliver, due degli uomini nella lista di Arya, e un giovane scudiero. Il Mastino si ubriaca e ne segue uno scontro. Arya riesce ad accoltellare lo scudiero all'addome, mentre Sandor uccide Polliver, ma rimane ferito nello scontro e viene abbandonato da Arya. La ragazza raggiunge un porto dove, mostrando la moneta lasciatale da Jaqen H'ghar e pronunciando le parole "Valar Morghulis", di cui ancora non conosce il significato, si imbarca su una nave diretta alla città libera di Braavos.

### Il banchetto dei corvi
Arya arriva a Braavos, nascondendosi dietro l'identità fittizia di Salty, dal nome della città da cui si era imbarcata, ovvero Padelle Salate. Viene dunque condotta al tempio del Dio dai Mille Volti, chiamato la Casa del Bianco e del Nero: in questo luogo, la morte, chiamata "Dio dai Mille Volti" o semplicemente "il Dono", viene adorata come una divinità in tutte le sue forme, dall'omicidio su commissione all'eutanasia. Qui uno degli Uomini Senza Volto, "il Signore Gentile", prende Arya con sé.
Arya decide di mettersi al servizio del Dio dai Mille Volti, ma prima è però costretta a gettare via tutto ciò che possiede e che la lega alle sue identità passate. Arya riesce a sbarazzarsi di tutto, ma non di Ago. Per cui nasconde la spada sotto un gradino fuori dal tempio, in modo da poterla recuperare in futuro.
Inizierà così per Arya una doppia vita per il suo addestramento. Di giorno assumerà l'identità di Cat, la Gatta dei Canali, un'orfana venditrice di pesce e molluschi su un carretto, mentre di notte, ad ogni luna nuova, farà ritorno al tempio dove dovrà rivelare al Signore Gentile tre cose nuove (segreti, notizie o indovinelli) imparate durante il mese.
Una notte, Arya rivela al Signore Gentile di aver ucciso un disertore dei Guardiani della notte e le viene inaspettatamente offerto del latte caldo, anziché venire punita o rimproverata. Il mattino seguente, però, Arya si risveglia rendendosi conto di essere diventata cieca.

### Una danza con i draghi
Arya continua ad essere cieca e prosegue il suo servizio nella Casa del Bianco e del Nero di Braavos. La cecità è indotta dal latte che viene costretta a bere ogni sera. Ella continua a combattere per lasciarsi la propria identità di Arya Stark alle spalle e, a questo proposito, abbandona il ruolo di Cat, e inizia ad interpretare Beth, una stracciona, nei panni della quale vaga tra le strade di Braavos, chiedendo la carità e ricavando informazioni. Continuano, però, ad ancorarla alla sua identità di Arya, i sogni notturni attraverso gli occhi del suo meta-lupo, Nymeria.
Nel frattempo, diviene più brava a mentire e a capire se gli altri stanno mentendo, nonché a servirsi meglio dei quattro sensi rimasti. Dopo essere stata in grado di localizzare il Signore Gentile, mentre egli tentava un attacco a sorpresa, viene ricompensata con la restituzione della vista. In questo frangente viene reso palese che anche Arya, come il fratello Bran ed il fratellastro Jon Snow, possiede il dono del metamorfismo, in quanto un passaggio nel testo esplica che lei ha "visto" il Signore Gentile, nonostante la cecità, attraverso gli occhi di un gatto che in quel momento osservava l'addestramento nascosto tra le assi del soffitto.
Ad Arya viene assegnata la prima missione come assassina: concedere "il Dono" a un vecchio che vende polizze sulle navi. Il Signore Gentile la accompagna alle stanze più profonde della Casa del Bianco e del Nero, dove ci sono centinaia di facce appese alla parete, le quali non sono altro che i volti delle persone che si sono recate alla Casa del Bianco e del Nero per ricevere "il Dono". Tramite un doloroso procedimento, le viene data la brutta faccia di una giovane che rimase sfigurata dopo essere stata picchiata da suo padre.
Arya aspetta e osserva per giorni, notando che il vecchio è seguito ovunque vada da una guardia e che ha l'abitudine di mordicchiare tutti i denari che gli vengono portati, al fine di assicurarsene l'autenticità. Mentre lo osserva, Arya cerca di scoprire il perché del suo fato, ma il Signore Gentile le dice che non spetta a lei giudicare il vecchio. La avverte, inoltre, che sarebbe contro la morale degli Assassini Senza Volto, uccidere anche la guardia, per poter uccidere il vero obiettivo.
Alla fine, Arya riesce nel suo intento, avvelenando una moneta e scambiandola con una di quelle contenute nella sacca di un capitano che doveva incontrarsi col vecchio, facendo in modo che sia il vecchio stesso, mordicchiando la moneta, a porre fine alla sua vita. Il Signore Gentile, dopo questa missione ben riuscita, consegna ad Arya un vestito da accolita e la assegna ad un apprendistato con Izembaro.

## Trasposizione televisiva
Nella serie televisiva Il Trono di Spade, Arya è interpretata dall'attrice inglese Maisie Williams, alla sua prima esperienza recitativa. Nella serie televisiva, il personaggio è leggermente più anziano rispetto ai romanzi, inoltre non si fa alcun accenno ai suoi poteri da metamorfa. Poiché la serie televisiva copre un arco temporale più lungo della saga letteraria, il personaggio col passare delle stagioni raggiunge l'età adulta, cosa che non accade nei romanzi.

### Prima stagione
Quando il padre di Arya, Eddard “Ned” Stark viene nominato Primo Cavaliere del re, Arya accompagna il padre e sua sorella Sansa alla capitale Approdo del Re. Prima della loro partenza, il fratellastro di Arya, Jon Snow, le dona una spada che lei chiama Ago. Sulla Strada del Re, Arya sta giocando con il figlio di un macellaio, Mycah, quando il principe Joffrey, promesso sposo di Sansa, aggredisce Mycah per puro divertimento, spingendo la meta-lupa di Arya, Nymeria, a mordere Joffrey. Arya scaccia Nymeria in modo che non sia uccisa, ma, a causa della falsa testimonianza di Sansa, Mycah viene fatto uccidere dalla guardia del corpo di Joffrey, Sandor Clegane, detto il Mastino.
Capendo che Arya desidera essere una guerriera, Ned organizza per lei delle lezioni di scherma con il famoso spadaccino braavosiano Syrio Forel, che poi la difende da ser Meryn Trant, quando Joffrey sale al trono e decide di annientare la famiglia Stark. Arya fugge dalla Fortezza Rossa, finendo per mendicare nelle strade di Approdo del Re. Ned, ingiustamente accusato di tradimento verso la Corona, viene costretto a confessare pubblicamente i suoi presunti crimini nella piazza davanti al Tempio di Baelor: Arya assiste alla scena e cerca incautamente di raggiungere il padre, quando viene bloccata dal reclutatore dei Guardiani della notte Yoren che le impedisce di guardare il momento in cui Ned viene decapitato per ordine di Joffrey. Yoren porta via Arya da Approdo del Re, intenzionato a condurla alla Barriera dal suo fratellastro Jon; inoltre le impone di fingersi un maschio di nome Arry e le taglia i capelli perché li tenga corti, poiché la sua vita è in pericolo.

### Seconda stagione
Parlando con Yoren, che le racconta di come egli sussurrasse ogni notte il nome dell'uomo che aveva ucciso suo fratello finché non riuscì a vendicarsi, Arya inizia a fare una lista delle persone che hanno fatto del male a lei e alla sua famiglia, la sua lista di persone da uccidere. Il loro carro viene poi attaccato dai soldati dei Lannister sotto il comando di ser Amory Lorch, che ha ricevuto da Joffrey l'ordine di uccidere il bastardo di Robert Baratheon, Gendry, che fa parte della comitiva. Ago viene confiscata da un soldato, Polliver, che poi la usa per uccidere un amico di Arya, Lommy, che Arya decide poi di spacciare per Gendry. Le reclute vengono portate ad Harrenhal, dove Tywin Lannister, capendo che è una femmina, la prende al suo servizio come coppiera. Durante questo lavoro, Tywin la prende in simpatia, notando nel suo carattere forte somiglianze con la figlia Cersei, e si rende conto che la ragazza menta sulla propria condizione sociale, ma non indaga oltre.
Uno dei prigionieri, l'Assassino Senza Volto Jaqen H'ghar si offre di uccidere tre persone per Arya come ricompensa per aver salvato la sua vita e quelle dei suoi compagni di cella durante l'attacco; Arya sceglie il torturatore di Harrenhal, Messer Sottile, e ser Amory. Arya chiede che anche Tywin venga ucciso e Jaqen rifiuta, ma in compenso aiuta lei, Gendry e il loro amico Frittella a fuggire da Harrenhal. Jaqen si offre di portare Arya a Braavos perché si unisca agli Assassini Senza Volto, proponendole di insegnarle le sue tecniche cosicché lei possa usarle per farsi giustizia. Arya con riluttanza rifiuta perché vuole ritrovare la sua famiglia, così Jaqen le offre una moneta, dicendole che essa le permetterà di raggiungere Braavos, qualora dovesse cambiare idea.

### Terza stagione
Arya, Gendry e Frittella incontrano Thoros di Myr, un prete rosso, membro della Fratellanza senza vessilli. Quando Thoros li conduce al nascondiglio della Fratellanza, scoprono che il Mastino è loro prigioniero. Questi riconosce Arya e lo rivela ai presenti, così la Fratellanza decide di portarla con loro, in quanto potrebbero consegnarla agli Stark in cambio di oro. La Fratellanza vende Frittella alla proprietaria della Locanda all'Incrocio, il ragazzo ne è felice perché ama cucinare, perciò saluta Gendry ed Arya. Il Mastino viene portato davanti al leader della Fratellanza, lord Beric Dondarrion, e dopo che Arya lo accusa dell'omicidio di Mycah, Beric indice un processo per duello. Con grande rabbia di Arya, il Mastino vince il duello e viene liberato da Dondarrion, riportato in vita da Thoros. L'ostilità di Arya nei confronti della Fratellanza aumenta quando questa vende Gendry, che aveva deciso di rimanere con loro, alla sacerdotessa rossa Melisandre. Decide così di fuggire, ma viene catturata dal Mastino, intenzionato a portarla alle Torri Gemelle e darla al fratello Robb in cambio di un riscatto. Al loro arrivo, tuttavia, si sta svolgendo il massacro degli Stark a opera dei Frey e dei Bolton, e il Mastino decide di portare via Arya. Dopo la loro fuga, Arya e il Mastino incontrano un gruppo di soldati Frey che sta ridendo della morte della madre e del fratello di Arya: ciò spinge la ragazza a commettere il suo primo omicidio, pugnalando a morte uno dei soldati e costringendo il Mastino a intervenire in suo aiuto.

### Quarta stagione
Arya e il Mastino incontrano Polliver e i suoi amici in una taverna. I due scatenano una rissa mortale ed Arya, dopo aver ucciso un uomo, riesce a recuperare Ago, per poi usarla per uccidere Polliver come lui uccise Lommy: bucandogli la gola. Incontrano anche Rorge e Mordente, i compagni di cella di Jaqen, e Arya uccide Rorge dopo aver ricordato che egli aveva minacciato di stuprarla ed essersi fatta dire il suo nome. Lungo la strada, Arya continua a ripetere il nome del Mastino ogni notte facendo la sua lista, ma i due sembrano instaurare un legame, specie quando il Mastino le conferma che fu suo fratello Gregor a bruciargli il volto e che almeno lei abbia avuto amore dai suoi fratelli, a differenza sua.
Il Mastino porta Arya alla Valle per venderla a sua zia Lysa Arryn, solo per essere entrambi allontanati dalla Porta Insanguinata e informati della recente morte di Lysa. Incontrano poi Brienne di Tarth, che aveva giurato a Catelyn Stark di portare Arya al sicuro. Non fidandosi di Brienne e volendo proteggere Arya, il Mastino sfida a duello la donna e viene sconfitto. Nella confusione, Arya fugge da Brienne, e ruba il denaro del Mastino, che lascia steso a terra a morire nonostante quest'ultimo le dica di cancellare anche il suo nome dalla lista trafiggendolo. Giunta al porto più vicino, Arya chiede al capitano di una nave di accompagnarla alla Barriera, per raggiungere Jon, ma questi la informa che sono diretti a Braavos, così Arya usa la moneta donatale da Jaqen H'ghar per salire a bordo.

### Quinta stagione
Arya arriva a Braavos ed è accettata nella Casa del Bianco e Nero da un Assassino Senza Volto che indossa il volto di Jaqen H'ghar. Per iniziare l'addestramento, Arya deve però liberarsi di tutti gli effetti personali che la legano alla sua identità di Arya Stark. La giovane si libera di tutte le sue cose, ma non riesce a gettare via Ago, così la nasconde sotto delle pietre. Dopo aver impressionato Jaqen convincendo una ragazza mortalmente malata a bere dell'acqua avvelenata, riceve il compito di assassinare un venditore di assicurazioni corrotto. Tuttavia, è distratta dalla sua missione dall'arrivo a Braavos di ser Meryn Trant, l'uomo che ha ucciso Syrio Forel. Assumendo l'identità della ragazza che ha avvelenato, Arya si infiltra in un bordello dove uccide Trant pugnalandolo ripetutamente e tagliandogli la gola dopo avergli rivelato la sua identità. Tuttavia, quando torna nella Casa del Bianco e Nero, viene informata da Jaqen che indossare il volto di altre persone, senza essersi liberati della propria identità, comporta un alto prezzo da pagare, e Arya diventa cieca.

### Sesta stagione
Arya viene costretta a vagare cieca per le strade di Braavos, in veste di mendicante; ogni giorno viene attaccata e umiliata dall'Orfana, un'Assassina Senza Volto che l'ha sempre disprezzata. Alla fine, Jaqen accoglie nuovamente Arya alla Casa di Bianco e Nero. Arya inizia ad abituarsi sempre più a non avere la vista e impara a combattere l'Orfana anche così. Alla fine, Arya si avvicina sempre più a diventare "Nessuno" e Jaqen le restituisce la vista.
Stavolta le viene assegnato l'incarico di assassinare un'attrice chiamata lady Crane, ma Arya, ritenendo che lady Crane sia una brava persona, non solo si rifiuta di ucciderla, ma la avverte che una sua collega, invidiosa, ha pagato per vederla morta. L'Orfana assiste alla scena e ottiene da Jaqen il permesso di uccidere Arya. L'Orfana riesce a pugnalare Arya, che comunque fugge, trovando ospitalità da lady Crane, che la cura; l'Orfana le trova e, dopo aver ucciso lady Crane, insegue Arya per le strade di Braavos. Arya fa in modo che l'Orfana la segua fino a un sotterraneo buio dove, grazie alla sua precedente cecità, riesce ad avere la meglio e uccidere la sua assalitrice usando Ago. Impressionato, Jaqen sentenzia che Arya sia pronta per essere un'Assassina Senza Volto e che sia diventata finalmente "Nessuno", ma la ragazza risponde di essere Arya Stark di Grande Inverno e che sta tornando a Westeros e Jaqen, stranamente, la lascia andare.
Raggiunte le Torri Gemelle, Arya indossa il volto di una serva e ne approfitta per vendicarsi di Walder Frey per vendicare sua madre e Robb. Dopo aver assassinato e fatto a pezzi Lothar e Walder il Nero e averli fatti mangiare a Walder Frey dentro un pasticcio di carne, Arya gli rivela la sua vera identità e lo sgozza sorridente.

### Settima stagione
Dopo due settimane dalla morte di Walder Frey, Arya impersona quest'ultimo per riunire alle Torri Gemelle tutti i membri della casata e brindare ancora una volta all'uccisione di Robb e Catelyn Stark. Dopo essersi assicurata che le donne che non avevano partecipato al massacro non bevano il vino avvelenato, Arya fa il suo brindisi e tutti gli uomini di Casa Frey muoiono in pochi secondi. Dopo aver sterminato i Frey, Arya si dirige verso Approdo del Re per uccidere Cersei. Tuttavia, alla Locanda dell'Incrocio, incontra Frittella, il quale le rivela che Grande Inverno appartiene di nuovo agli Stark e che Jon è diventato il Re del Nord. Arya decide così di tornare a casa. Lungo la strada incontra Nymeria, cresciuta e a capo di un branco di lupi. Arya invita la meta-lupa a tornare con lei a Grande Inverno, ma la lupa, pur riconoscendola, se ne va perché ormai non può più essere un lupo domestico.
Tornata a casa, Arya si riunisce alla sorella Sansa, che ha ricevuto da Jon il compito di governare il Nord in sua vece, mentre lui si trova a Roccia del Drago; poco tempo dopo torna anche il fratello Bran, che le dona la daga in acciaio di Valyria ricevuta da Petyr Baelish. Sotto gli occhi di quest'ultimo e Sansa, Arya dà prova di poter combattere alla pari contro Brienne. Preoccupato di non poter controllare Arya come ha sempre fatto con Sansa, Ditocorto cerca di mettere le due sorelle l'una contro l'altra, facendo trovare ad Arya la lettera che Sansa fu costretta a scrivere a Robb, nella quale gli chiedeva di giurare fedeltà a re Joffrey. Inizialmente sembra che il piano di Ditocorto abbia avuto successo e che Sansa, messa alle strette dalla sorella, sia pronta a farla giustiziare. A sorpresa, però, Sansa mette lui sotto processo, accusandolo dei suoi numerosi crimini e facendo eseguire la condanna a morte da Arya, che gli taglia la gola con la stessa daga che un tempo gli era appartenuta.

### Ottava stagione
Al ritorno di Jon a Grande Inverno, Arya riabbraccia calorosamente il fratello, dopodiché ha modo di parlare col Mastino e Gendry, che non vedeva da molto tempo e a cui chiede di fabbricarle un'arma di vetro di drago per l'imminente guerra. La notte prima della battaglia, Arya decide di non voler morire vergine e passa la notte con lo stesso Gendry. Quando l'esercito del Re della Notte attacca Grande Inverno, Arya combatte con grande abilità, ma il numero eccessivo di nemici e la perdita della sua arma la obbligano a ritirarsi; Beric Dondarrion si sacrifica per coprire la sua ritirata e quella del Mastino. Subito dopo incontra Melisandre, che le fa capire quale sia il suo compito in questa guerra. Quando il Re della Notte si appresta ad uccidere Bran, Arya si avventa su di lui con la daga di Ditocorto e, con uno stratagemma, riesce a pugnalarlo a morte, sancendo la vittoria dei vivi sui morti, poiché la sua morte provoca la fine di tutti gli Estranei e dei morti da loro risvegliati. La sera seguente, durante i festeggiamenti, Arya rifiuta la proposta di Gendry, appena legittimato come Baratheon, di sposarlo e diventare la Lady di Capo Tempesta.
Il giorno seguente, dopo il consiglio di guerra di Daenerys, prende da parte Jon insieme a Sansa e Bran, sostenendo la sorella riguardo alla preoccupazione che Jon obbedisca ciecamente a Daenerys e quest'ultimo, dopo aver fatto giurare le due di non parlarne con nessuno, rivela tramite Bran il fatto di essere un Targaryen e loro cugino da parte di Lyanna Stark. Poco dopo, Arya parte per Approdo del Re col Mastino per eliminare l'ultimo nome sulla sua lista: Cersei. Quando entrambi giungono nella Capitale, si trovano nel bel mezzo della distruzione della città ad opera di Daenerys Targaryen, ormai completamente in preda alla furia. Ad un passo dal compimento della sua vendetta, Arya viene invitata a desistere dal Mastino: il suo destino non è vivere avvelenata dall'odio verso i suoi nemici. Arya, dopo aver riflettuto per un istante, abbandona il Mastino al suo destino ed esce dalla Fortezza Rossa, riversandosi in strada insieme alla folla atterrita. Riesce a sopravvivere alla distruzione di Approdo del Re e, dopo la morte di Daenerys, prende parte al Consiglio di lord e lady per eleggere il nuovo re. Dopo l'elezione di Bran a Re dei Sei Regni e di Sansa a Regina del Nord, Arya decide di salpare in esplorazione delle terre a ovest di Westeros.